# СССР на летних Олимпийских играх 1976

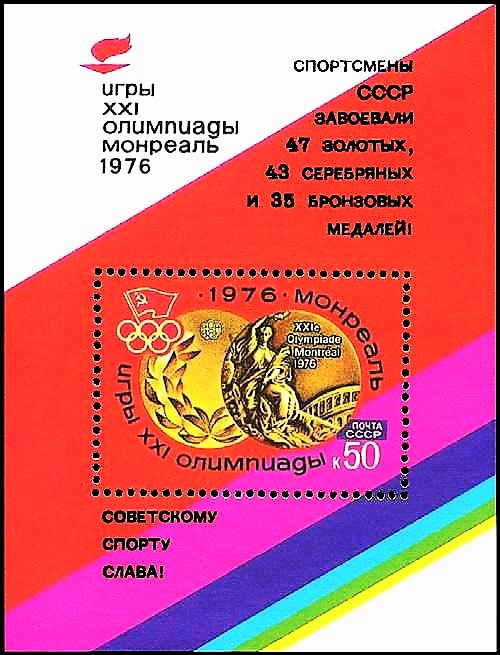
Почтовый блок СССР № 4618. 1976. XXI летние Олимпийские игры

СССР на летних Олимпийских играх 1976 был представлен Олимпийским комитетом СССР. Сборная СССР выиграла медали в 20 видах спорта, из них золото — в 14 видах: в борьбе, спортивной гимнастике, лёгкой и тяжёлой атлетике, фехтовании, дзюдо, велоспорте, гребле на байдарках и каноэ, академической гребле, баскетболе, плавании, стрельбе, прыжках в воду и гандболе. Также были завоёваны медали в боксе, волейболе, парусном спорте, современном пятиборье, футболе и стрельбе из лука. Баскетболистки СССР стали первыми олимпийскими чемпионками в истории, равно как и советские гандболистки, гандболисты выиграли золото впервые, мужская и женская сборные по волейболу взяли серебро, баскетболисты и футболисты — бронзу. Первое в истории золото в женских прыжках в воду досталось советской спортсменке Елене Вайцеховской.
Олимпийские игры стали успешными для борцов, которые завоевали 12 золотых медалей, а вольники Иван Ярыгин и Леван Тедиашвили и греко-римлянин Валерий Резанцев стали двукратными олимпийским чемпионами. Хорошо выступили гимнасты: Николай Адрианов завоевал 4 золота (абсолютное первенство, кольца, опорный прыжок и вольные упражнения), став пятикратным олимпийским чемпионом; Людмила Турищева и Ольга Корбут стали четырёхкратными олимпийскими чемпионками, Нелли Ким завоевала 3 золота (командные соревнования, вольные и опорный), Эльвира Саади выиграла своё второе золото. Также хорошо выступили тяжелоатлеты, взявшие 7 золотых медалей, среди них Василий Алексеев стал двукратным чемпионом олимпийских игр. Байдарочники и каноисты выиграли 6 золотых наград, как и на предыдущей Олимпиаде, а 2 золота взяли каноисты Сергей Петренко и Александр Виноградов. 4 золота принесли легкоатлеты — Татьяна Казанкина выиграла забеги на 800 и 1500 м, а Виктор Санеев стал трёхкратным олимпийским чемпионом, завоевав золото в тройном прыжке. 3 золота взяли фехтовальщики, Елена Белова довела число своих олимпийских побед до 4, Виктор Сидяк стал трёхкратным олимпийским чемпионом, Владимир Назлымов и Эдуард Винокуров стали двукратными чемпионами олимпиад, Виктор Кровопусков завоевал в Монреале 2 золотые медали.

## Медалисты
| Вид спорта                  | Спортсмены | Спортсмены | Спортсмены | Соревнования | Соревнования | Места          | Места          | Места          | Места          | Места          | Места          | Медали         | Места с 1-6    | Очки           |
| Вид спорта                  | Муж        | Жен        | Всего      | Участие      | Всего        |                |                |                | 4              | 5              | 6              | Медали         | Места с 1-6    | Очки           |
| --------------------------- | ---------- | ---------- | ---------- | ------------ | ------------ | -------------- | -------------- | -------------- | -------------- | -------------- | -------------- | -------------- | -------------- | -------------- |
| Баскетбол                   | 12         | 12         | 24         | 2            | 2            | 1              |                | 1              |                |                |                | 2              | 2              | 11             |
| Бокс                        | 11         |            | 11         | 11           | 11           |                | 1              | 4              |                |                |                | 5              | 5              | 19             |
| Вольная борьба              | 10         |            | 10         | 10           | 10           | 5              | 3              |                | 1              |                | 1              | 8              | 10             | 54             |
| Греко-римская борьба        | 10         |            | 10         | 10           | 10           | 7              | 2              | 1              |                |                |                | 10             | 10             | 63             |
| Дзюдо                       | 6          |            | 6          | 6            | 6            | 2              | 2              | 1              |                |                |                | 5              | 5              | 27,5           |
| Велоспорт                   | 12         |            | 12         | 6            | 6            | 1              | 1              |                | 1              | 2              |                | 2              | 5              | 19             |
| Водное поло                 | 11         |            | 11         | 1            | 1            |                |                |                |                |                |                |                |                | 0              |
| Волейбол                    | 12         | 12         | 24         | 2            | 2            |                | 2              |                |                |                |                | 2              | 2              | 10             |
| Гандбол                     | 14         | 14         | 28         | 2            | 2            | 2              |                |                |                |                |                | 2              | 2              | 14             |
| Спортивная гимнастика       | 6          | 6          | 12         | 14           | 14           | 7              | 8              | 2              | 2              | 3              | 2              | 17             | 24             | 110            |
| Академическая гребля        | 31         | 24         | 55         | 14           | 14           | 1              | 4              | 4              | 2              | 1              |                | 9              | 12             | 51             |
| Гребля на байдарках и каноэ | 12         | 3          | 15         | 11           | 11           | 6              | 3              |                |                | 1              | 1              | 9              | 11             | 60             |
| Конный спорт                | 7          |            | 7          | 4            | 6            |                |                |                | 1              | 1              | 1              |                | 3              | 6              |
| Лёгкая атлетика             | 39         | 31         | 70         | 33           | 37           | 4              | 4              | 10             | 3              | 4              | 4              | 18             | 29             | 109            |
| Парусный спорт              | 12         |            | 12         | 6            | 6            |                | 2              |                | 2              | 1              |                | 2              | 5              | 18             |
| Плавание                    | 20         | 11         | 31         | 25           | 26           | 1              | 3              | 5              | 3              | 3              | 3              | 9              | 18             | 60             |
| Прыжки в воду               | 6          | 5          | 11         | 4            | 4            | 1              |                | 2              | 1              |                | 1              | 3              | 5              | 19             |
| Современное пятиборье       | 3          |            | 3          | 2            | 2            |                | 1              |                |                |                |                | 1              | 1              | 5              |
| Стрельба                    | 13         |            | 13         | 7            | 7            | 1              | 1              | 1              | 1              | 1              |                | 3              | 5              | 21             |
| Стрельба из лука            | 1          | 2          | 3          | 2            | 2            |                | 1              | 1              |                | 1              |                | 2              | 3              | 11             |
| Тяжёлая атлетика            | 9          |            | 9          | 8            | 9            | 7              | 1              |                |                |                |                | 8              | 8              | 54             |
| Фехтование                  | 13         | 5          | 18         | 8            | 8            | 3              | 2              | 2              | 2              | 1              |                | 7              | 10             | 47             |
| Футбол                      | 15         |            | 15         | 1            | 1            |                |                | 1              |                |                |                | 1              | 1              | 4              |
| Хоккей на траве             |            |            |            | —            | 1            | не участвовали | не участвовали | не участвовали | не участвовали | не участвовали | не участвовали | не участвовали | не участвовали | не участвовали |
| Всего                       | 285        | 125        | 410        | 189          | 198          | 49             | 41             | 35             | 19             | 19             | 13             | 125            | 176            | 792,5          |

| Медаль  | Спортсмен | Вид спорта                  | Дисциплина                                                 |
| ------- | --- | --------------------------- | ---------------------------------------------------------- |
| Золото  | Тамара Даунене Ольга Барышева Татьяна Захарова Надежда Захарова Наталья Климова Раиса Курвякова Татьяна Овечкина Ульяна Семёнова Ольга Сухарнова Нелли Ферябникова Ангеле Рупшене Надежда Шуваева                                                   | Баскетбол                   | Женщины                                                    |
| Золото  | Владимир Юмин | Борьба вольная              | До 57 кг                                                   |
| Золото  | Павел Пинигин | Борьба вольная              | До 68 кг                                                   |
| Золото  | Леван Тедиашвили | Борьба вольная              | До 90 кг                                                   |
| Золото  | Иван Ярыгин | Борьба вольная              | До 100 кг                                                  |
| Золото  | Сослан Андиев | Борьба вольная              | Свыше 100 кг                                               |
| Золото  | Алексей Шумаков | Борьба греко-римская        | До 48 кг                                                   |
| Золото  | Виталий Константинов | Борьба греко-римская        | До 52 кг                                                   |
| Золото  | Сурен Налбандян | Борьба греко-римская        | До 68 кг                                                   |
| Золото  | Анатолий Быков | Борьба греко-римская        | До 74 кг                                                   |
| Золото  | Валерий Резанцев | Борьба греко-римская        | До 90 кг                                                   |
| Золото  | Николай Балбошин | Борьба греко-римская        | До 100 кг                                                  |
| Золото  | Александр Колчинский | Борьба греко-римская        | Свыше 100 кг                                               |
| Золото  | Анатолий Чуканов Владимир Каминский Ааво Пиккуус Валерий Чаплыгин | Велоспорт                   | Командная шоссейная гонка                                  |
| Золото  | Александр Анпилогов Валерий Гассий Юрий Лагутин Юрий Кидяев Юрий Климов Василий Ильин Сергей Кушнирюк Михаил Ищенко Владимир Кравцов Владимир Максимов Анатолий Федюкин Николай Томин Александр Резанов Евгений Чернышёв                            | Гандбол                     | Мужчины                                                    |
| Золото  | Любовь Бережная Людмила Бобрусь Татьяна Глущенко Галина Захарова Лариса Карлова Мария Литошенко Нина Лобова Татьяна Макарец Людмила Панчук Зинаида Турчина Алдона Чесайтите Рафига Шабанова Наталья Шерстюк Людмила Шубина                          | Гандбол                     | Женщины                                                    |
| Золото  | Николай Андрианов | Спортивная гимнастика       | Мужчины, многоборье, личное первенство                     |
| Золото  | Николай Андрианов | Спортивная гимнастика       | Мужчины, вольные упражнения                                |
| Золото  | Николай Андрианов | Спортивная гимнастика       | Мужчины, кольца                                            |
| Золото  | Николай Андрианов | Спортивная гимнастика       | Мужчины, опорный прыжок                                    |
| Золото  | Светлана Гроздова Нелли Ким Ольга Корбут Эльвира Саади Мария Филатова Людмила Турищева | Спортивная гимнастика       | Женщины, командные соревнования                            |
| Золото  | Нелли Ким | Спортивная гимнастика       | Женщины, вольные упражнения                                |
| Золото  | Нелли Ким | Спортивная гимнастика       | Женщины, опорный прыжок                                    |
| Золото  | Владимир Ешинов Николай Иванов Александр Клепиков Михаил Кузнецов Александр Лукьянов | Академическая гребля        | Четверка распашная с рулевым                               |
| Золото  | Владимир Романовский Сергей Нагорный | Гребля на байдарках и каноэ | Мужчины, байдарка-двойка, 1000 м                           |
| Золото  | Сергей Чухрай Александр Дегтярёв Владимир Морозов Юрий Филатов | Гребля на байдарках и каноэ | Мужчины, байдарка-четверка, 1000 м                         |
| Золото  | Александр Рогов | Гребля на байдарках и каноэ | Мужчины, каноэ-одиночка, 500 м                             |
| Золото  | Сергей Петренко Александр Виноградов | Гребля на байдарках и каноэ | Мужчины, каноэ-двойка, 500 м                               |
| Золото  | Сергей Петренко Александр Виноградов | Гребля на байдарках и каноэ | Мужчины, каноэ-двойка, 1000 м                              |
| Золото  | Нина Гопова Галина Крефт | Гребля на байдарках и каноэ | Женщины, байдарка-двойка, 500 м                            |
| Золото  | Владимир Невзоров | Дзюдо                       | До 70 кг                                                   |
| Золото  | Сергей Новиков | Дзюдо                       | Свыше 93 кг                                                |
| Золото  | Виктор Санеев | Лёгкая атлетика             | Мужчины, тройной прыжок                                    |
| Золото  | Юрий Седых | Лёгкая атлетика             | Мужчины, метание молота                                    |
| Золото  | Татьяна Казанкина | Лёгкая атлетика             | Женщины, бег 800 м                                         |
| Золото  | Татьяна Казанкина | Лёгкая атлетика             | Женщины, бег 1500 м                                        |
| Золото  | Марина Кошевая | Плавание                    | Женщины, 200 м, брасс                                      |
| Золото  | Елена Вайцеховская | Прыжки в воду               | Женщины, вышка                                             |
| Золото  | Александр Газов | Стрельба                    | Малокалиберная винтовка, «бегущий кабан»                   |
| Золото  | Александр Воронин | Тяжелая атлетика            | До 52 кг                                                   |
| Золото  | Николай Колесников | Тяжелая атлетика            | До 60 кг                                                   |
| Золото  | Пётр Король | Тяжелая атлетика            | До 67,5 кг                                                 |
| Золото  | Валерий Шарий | Тяжелая атлетика            | До 82,5 кг                                                 |
| Золото  | Давид Ригерт | Тяжелая атлетика            | До 90 кг                                                   |
| Золото  | Юрий Зайцев | Тяжелая атлетика            | До 110 кг                                                  |
| Золото  | Василий Алексеев | Тяжелая атлетика            | Свыше 110 кг                                               |
| Золото  | Виктор Кровопусков | Фехтование                  | Мужчины, сабля, личное первенство                          |
| Золото  | Эдуард Винокуров Михаил Бурцев Виктор Кровопусков Владимир Назлымов Виктор Сидяк | Фехтование                  | Мужчины, сабля, командные соревнования)                    |
| Золото  | Елена Белова Наиля Гилязова Ольга Князева Валентина Никонова Валентина Сидорова | Фехтование                  | Женщины, рапира, командные соревнования                    |
| Серебро | Руфат Рискиев | Бокс                        | До 75 кг                                                   |
| Серебро | Роман Дмитриев | Борьба вольная              | До 48 кг                                                   |
| Серебро | Александр Иванов | Борьба вольная              | До 52 кг                                                   |
| Серебро | Виктор Новожилов | Борьба вольная              | До 82 кг                                                   |
| Серебро | Нельсон Давидян | Борьба греко-римская        | До 62 кг                                                   |
| Серебро | Владимир Чебоксаров | Борьба греко-римская        | До 82 кг                                                   |
| Серебро | Владимир Осокин Виталий Петраков Александр Перов Виктор Соколов | Велоспорт                   | Мужчины, гонка преследования 400 м, командные соревнования |
| Серебро | Владимир Дорохов Анатолий Ермилов Вячеслав Зайцев Владимир Кондра Олег Молибога Анатолий Полищук Александр Савин Павел Селиванов Юрий Старунский Владимир Уланов Владимир Чернышёв Ефим Чулак                                                       | Волейбол                    | Мужчины                                                    |
| Серебро | Лариса Берген Ольга Козакова Наталья Кушнир Лилия Осадчая Нина Мурадян Нина Смолеева Людмила Щетинина Анна Ростова Любовь Рудовская Инна Рыскаль Людмила Чернышёва Зоя Юсова                                                                        | Волейбол                    | Женщины                                                    |
| Серебро | Александр Дитятин Николай Андрианов Геннадий Крысин Владимир Маркелов Владимир Марченко Владимир Тихонов | Спортивная гимнастика       | Мужчины, командные соревнования                            |
| Серебро | Владимир Марченко | Спортивная гимнастика       | Мужчины, вольные упражнения                                |
| Серебро | Александр Дитятин | Спортивная гимнастика       | Мужчины, кольца                                            |
| Серебро | Николай Андрианов | Спортивная гимнастика       | Мужчины, брусья                                            |
| Серебро | Нелли Ким | Спортивная гимнастика       | Женщины, многоборье, личное первенство                     |
| Серебро | Людмила Турищева | Спортивная гимнастика       | Женщины, вольные упражнения                                |
| Серебро | Людмила Турищева | Спортивная гимнастика       | Женщины, опорный прыжок                                    |
| Серебро | Ольга Корбут | Спортивная гимнастика       | Женщины, бревно                                            |
| Серебро | Дмитрий Бехтерев Юрий Лоренцсон Юрий Шуркалов | Академическая гребля        | Мужчины, двойка распашная с рулевым                        |
| Серебро | Евгений Дулеев Витаутас Буткус Айвар Лаздениекс Юрий Якимов | Академическая гребля        | Мужчины, четверка парная                                   |
| Серебро | Анна Кондрашина Лариса Александрова Галина Ермолаева Мира Брюнина Надежда Чернышова | Академическая гребля        | Женщины, четверка парная с рулевым                         |
| Серебро | Любовь Талалаева Ольга Гузенко Елена Зубко Ольга Колкова Клавдия Коженкова Ольга Пуговская Нелли Тараканова Надежда Розгон Надежда Рощина | Академическая гребля        | Женщины, восьмерка                                         |
| Серебро | Владимир Романовский Сергей Нагорный | Гребля на байдарках и каноэ | Мужчины, байдарка-двойка, 500 м                            |
| Серебро | Василий Юрченко | Гребля на байдарках и каноэ | Мужчины, каноэ-одиночка, 1000 м                            |
| Серебро | Татьяна Коршунова | Гребля на байдарках и каноэ | Женщины, байдарка-одиночка, 500 м                          |
| Серебро | Валерий Двойников | Дзюдо                       | До 80 кг                                                   |
| Серебро | Рамаз Харшиладзе | Дзюдо                       | До 93 кг                                                   |
| Серебро | Евгений Миронов | Лёгкая атлетика             | Мужчины, толкание ядра                                     |
| Серебро | Алексей Спиридонов | Лёгкая атлетика             | Мужчины, метание молота                                    |
| Серебро | Татьяна Анисимова | Лёгкая атлетика             | Женщины, 100 м с/б                                         |
| Серебро | Надежда Чижова | Лёгкая атлетика             | Женщины, толкание ядра                                     |
| Серебро | Андрей Балашов | Парусный спорт              | «Финн»                                                     |
| Серебро | Владислав Акименко Валентин Манкин | Парусный спорт              | «Темпес»                                                   |
| Серебро | Владимир Раскатов Андрей Богданов Сергей Копляков Андрей Крылов | Плавание                    | Мужчины, 4х200 м, вольный стиль                            |
| Серебро | Любовь Русанова | Плавание                    | Женщины, 100 м, брасс                                      |
| Серебро | Марина Юрченя | Плавание                    | Женщины, 200 м, брасс                                      |
| Серебро | Павел Леднев | Современное пятиборье       | Мужчины, личное первенство                                 |
| Серебро | Александр Кедяров | Стрельба                    | Мужчины, малокалиберная винтовка, «бегущий кабан»          |
| Серебро | Валентина Ковпан | Стрельба из лука            | Мужчины, личное первенство                                 |
| Серебро | Вартан Милитосян | Тяжелая атлетика            | До 75 кг                                                   |
| Серебро | Александр Романьков | Фехтование                  | Мужчины, рапира, личное первенство                         |
| Серебро | Владимир Назлымов | Фехтование                  | Мужчины, сабля, личное первенство                          |
| Бронза  | Иван Едешко Александр Белов Сергей Белов Владимир Арзамасков Михаил Коркия Андрей Макеев Валерий Милосердов Анатолий Мышкин Александр Сальников Владимир Ткаченко Алжан Жармухамедов Владимир Жигилий                                               | Баскетбол                   | Мужчины                                                    |
| Бронза  | Давид Торосян | Бокс                        | До 51 кг                                                   |
| Бронза  | Виктор Рыбаков | Бокс                        | До 54 кг                                                   |
| Бронза  | Василий Соломин | Бокс                        | До 60 кг                                                   |
| Бронза  | Виктор Савченко | Бокс                        | До 71 кг                                                   |
| Бронза  | Фархат Мустафин | Борьба греко-римская        | До 57 кг                                                   |
| Бронза  | Николай Андрианов | Спортивная гимнастика       | Мужчины, конь                                              |
| Бронза  | Людмила Турищева | Спортивная гимнастика       | Женщины, многоборье, личное первенство                     |
| Бронза  | Рауль Арнеманн Анушаван Гасан-Джалалов Валерий Долинин Николай Кузнецов | Академическая гребля        | Мужчины, четверка распашная без рулевого                   |
| Бронза  | Елена Антонова | Академическая гребля        | Женщины, одиночка                                          |
| Бронза  | Элеонора Каминскайте Геновайте Рамошкене | Академическая гребля        | Женщины, двойка парная                                     |
| Бронза  | Надежда Севостьянова Людмила Крохина Лидия Крылова Анна Пасоха Галина Мишенина | Академическая гребля        | Женщины, четверка распашная с рулевым                      |
| Бронза  | Шота Чочишвили | Дзюдо                       | открытое первенство                                        |
| Бронза  | Валерий Борзов | Лёгкая атлетика             | Мужчины, 100 м                                             |
| Бронза  | Александр Аксинин Валерий Борзов Николай Колесников Юрий Силов | Лёгкая атлетика             | Мужчины, 4х100 м                                           |
| Бронза  | Евгений Гавриленко | Лёгкая атлетика             | Мужчины, 400 м с/б                                         |
| Бронза  | Александр Барышников | Лёгкая атлетика             | Мужчины, толкание ядра                                     |
| Бронза  | Анатолий Бондарчук | Лёгкая атлетика             | Мужчины, метание молота                                    |
| Бронза  | Николай Авилов | Лёгкая атлетика             | Мужчины, десятиборье                                       |
| Бронза  | Татьяна Пророченко Надежда Бесфамильная Вера Анисимова Людмила Маслакова | Лёгкая атлетика             | Женщины, 4х100 м                                           |
| Бронза  | Инта Климович Людмила Аксёнова Надежда Ильина Наталья Соколова | Лёгкая атлетика             | Женщины, 4х400 м                                           |
| Бронза  | Наталья Лебедева | Лёгкая атлетика             | Женщины, 100 м с/б                                         |
| Бронза  | Лидия Алфеева | Лёгкая атлетика             | Женщины, прыжки в длину                                    |
| Бронза  | Владимир Раскатов | Плавание                    | Мужчины, 400 м, вольный стиль                              |
| Бронза  | Арвидас Юозайтис | Плавание                    | Мужчины, 100 м, брасс                                      |
| Бронза  | Андрей Смирнов | Плавание                    | Мужчины, 400 м, комплексное плавание                       |
| Бронза  | Марина Кошевая | Плавание                    | Женщины, 100 м, брасс                                      |
| Бронза  | Любовь Русанова | Плавание                    | Женщины, 200 м, брасс                                      |
| Бронза  | Александр Косенков | Прыжки в воду               | Мужчины, трамплин                                          |
| Бронза  | Владимир Алейник | Прыжки в воду               | Мужчины, вышка                                             |
| Бронза  | Геннадий Лущиков | Стрельба                    | Мужчины, малокалиберная винтовка, лежа                     |
| Бронза  | Зебинисо Рустамова | Стрельба из лука            | Женщины, личное первенство                                 |
| Бронза  | Виктор Сидяк | Фехтование                  | Мужчины, сабля, личное первенство                          |
| Бронза  | Елена Белова | Фехтование                  | Женщины, рапира, личное первенство                         |
| Бронза  | Владимир Веремеев Олег Блохин Владимир Астаповский Леонид Буряк Виктор Звягинцев Виктор Колотов Анатолий Коньков Леонид Назаренко Виктор Матвиенко Александр Минаев Владимир Онищенко Владимир Фёдоров Михаил Фоменко Владимир Трошкин Стефан Решко | Футбол                      |                                                            |

| Имя                  | Вид спорта          |   |   |   | Итого |
| -------------------- | ------------------- | - | - | - | ----- |
| Николай Андрианов    | Гимнастика          | 4 | 2 | 1 | 7     |
| Нелли Ким            | Гимнастика          | 3 | 1 |   | 4     |
| Людмила Турищева     | Гимнастика          | 1 | 2 | 1 | 4     |
| Татьяна Казанкина    | Лёгкая атлетика     | 2 |   |   | 2     |
| Виктор Кровопусков   | Фехтование          | 2 |   |   | 2     |
| Сергей Петренко      | Гребля на каноэ     | 2 |   |   | 2     |
| Александр Виноградов | Гребля на каноэ     | 2 |   |   | 2     |
| Ольга Корбут         | Гимнастика          | 1 | 1 |   | 2     |
| Сергей Нагорный      | Гребля на байдарках | 1 | 1 |   | 2     |
| Владимир Назлымов    | Фехтование          | 1 | 1 |   | 2     |
| Владимир Романовский | Гребля на байдарках | 1 | 1 |   | 2     |
| Марина Кошевая       | Плавание            | 1 |   | 1 | 2     |
| Елена Белова         | Фехтование          | 1 |   | 1 | 2     |
| Виктор Сидяк         | Фехтование          | 1 |   | 1 | 2     |
| Александр Дитятин    | Гимнастика          |   | 2 |   | 2     |
| Владимир Марченко    | Гимнастика          |   | 2 |   | 2     |
| Владимир Раскатов    | Плавание            |   | 1 | 1 | 2     |
| Любовь Русанова      | Плавание            |   | 1 | 1 | 2     |
| Валерий Борзов       | Лёгкая атлетика     |   |   | 2 | 2     |

### Медали по видам спорта
| Спорт                       | Золото | Серебро | Бронза | Всего |
| --------------------------- | ------ | ------- | ------ | ----- |
| Борьба                      | 12     | 5       | 1      | 18    |
| Спортивная гимнастика       | 7      | 8       | 2      | 17    |
| Тяжёлая атлетика            | 7      | 1       | 0      | 8     |
| Гребля на байдарках и каноэ | 6      | 3       | 0      | 9     |
| Лёгкая атлетика             | 4      | 4       | 10     | 18    |
| Фехтование                  | 3      | 2       | 2      | 7     |
| Дзюдо                       | 2      | 2       | 1      | 5     |
| Гандбол                     | 2      | 0       | 0      | 2     |
| Академическая гребля        | 1      | 4       | 4      | 9     |
| Плавание                    | 1      | 3       | 5      | 9     |
| Стрельба                    | 1      | 1       | 1      | 3     |
| Велоспорт                   | 1      | 1       | 0      | 2     |
| Прыжки в воду               | 1      | 0       | 2      | 3     |
| Баскетбол                   | 1      | 0       | 1      | 2     |
| Волейбол                    | 0      | 2       | 0      | 2     |
| Парусный спорт              | 0      | 2       | 0      | 2     |
| Бокс                        | 0      | 1       | 4      | 5     |
| Стрельба из лука            | 0      | 1       | 1      | 2     |
| Современное пятиборье       | 0      | 1       | 0      | 1     |
| Футбол                      | 0      | 0       | 1      | 1     |

В личном первенстве РСФСР получила 22 золотых медали, УССР 5 медалей, Казахская ССР 5 медалей, Грузинская ССР 2 медали, Белорусская ССР 2 медали.

## Результаты соревнований

### Академическая гребля
В следующий раунд из каждого заезда проходили несколько лучших экипажей (в зависимости от дисциплины). В финал A выходили 6 сильнейших экипажей, ещё 6 экипажей, выбывших в полуфинале, распределяли места в малом финале B
Мужчины
| Соревнование | Спортсмены                 | Предварительный заезд | Предварительный заезд | Предварительный заезд | Отборочный заезд | Отборочный заезд | Отборочный заезд | Полуфинал | Полуфинал | Полуфинал | Финал   | Финал   | Итоговое место |
| Соревнование | Спортсмены                 | Заезд                 | Время                 | Место                 | Заезд            | Время            | Место            | Заезд     | Время     | Место     | Время   | Место   | Итоговое место |
| ------------ | -------------------------- | --------------------- | --------------------- | --------------------- | ---------------- | ---------------- | ---------------- | --------- | --------- | --------- | ------- | ------- | -------------- |
| одиночки     | Николай Довгань            | 2                     | 7:28,92               | 1 Q                   | не участвовал    | не участвовал    | не участвовал    | 2         | 6:58,15   | 2 QA      | Финал A | Финал A | 5              |
| одиночки     | Николай Довгань            | 2                     | 7:28,92               | 1 Q                   | не участвовал    | не участвовал    | не участвовал    | 2         | 6:58,15   | 2 QA      | 7:57,39 | 5       | 5              |
| двойки       | Геннадий Кинко Тиит Хелмья | 1                     | 6:55,57               | 3 Q                   | не участвовали   | не участвовали   | не участвовали   | 1         | 6:55,08   | 6 QB      | Финал B | Финал B | 7              |
| двойки       | Геннадий Кинко Тиит Хелмья | 1                     | 6:55,57               | 3 Q                   | не участвовали   | не участвовали   | не участвовали   | 1         | 6:55,08   | 6 QB      | 7:26,27 | 1       | 7              |

### 

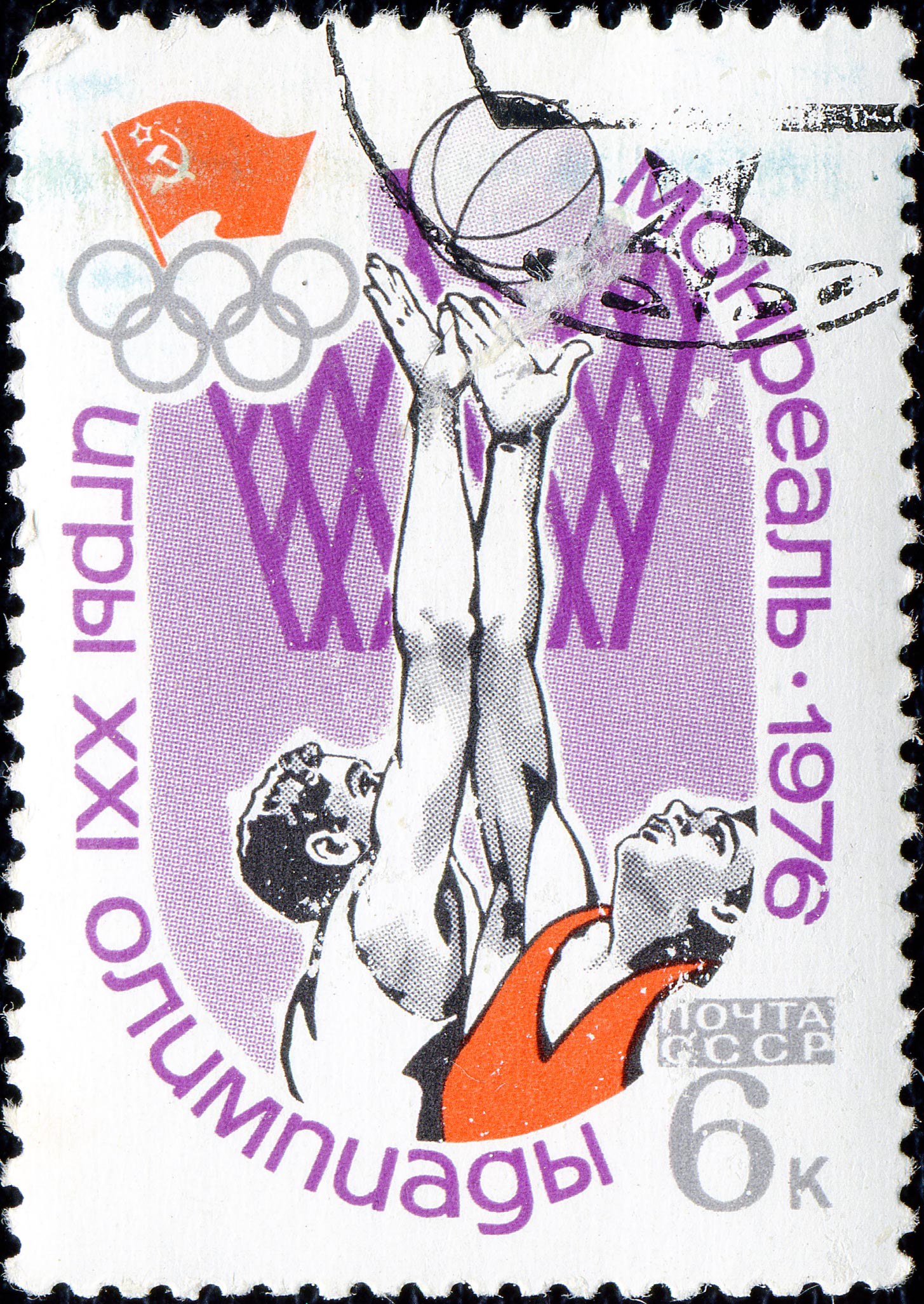

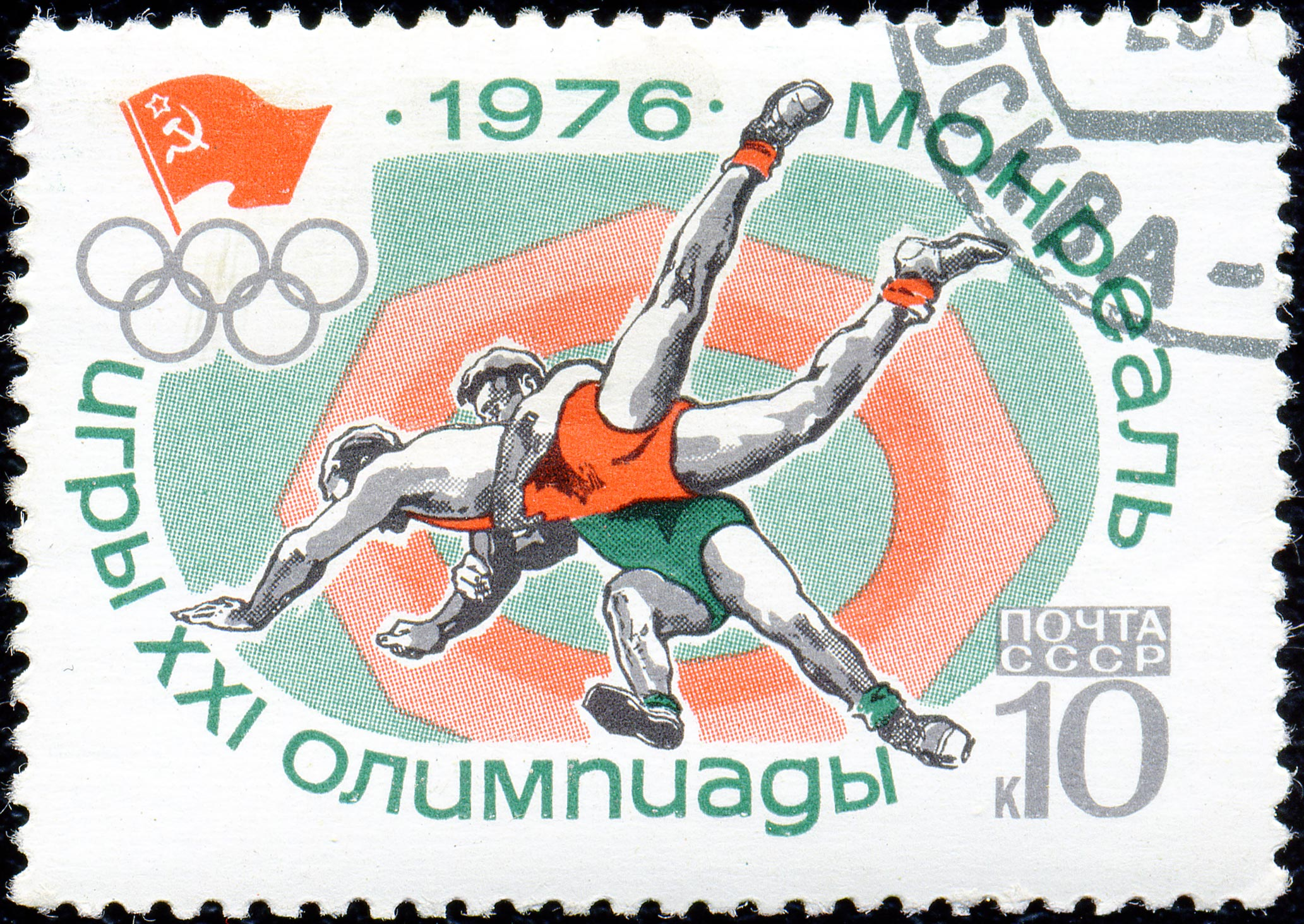

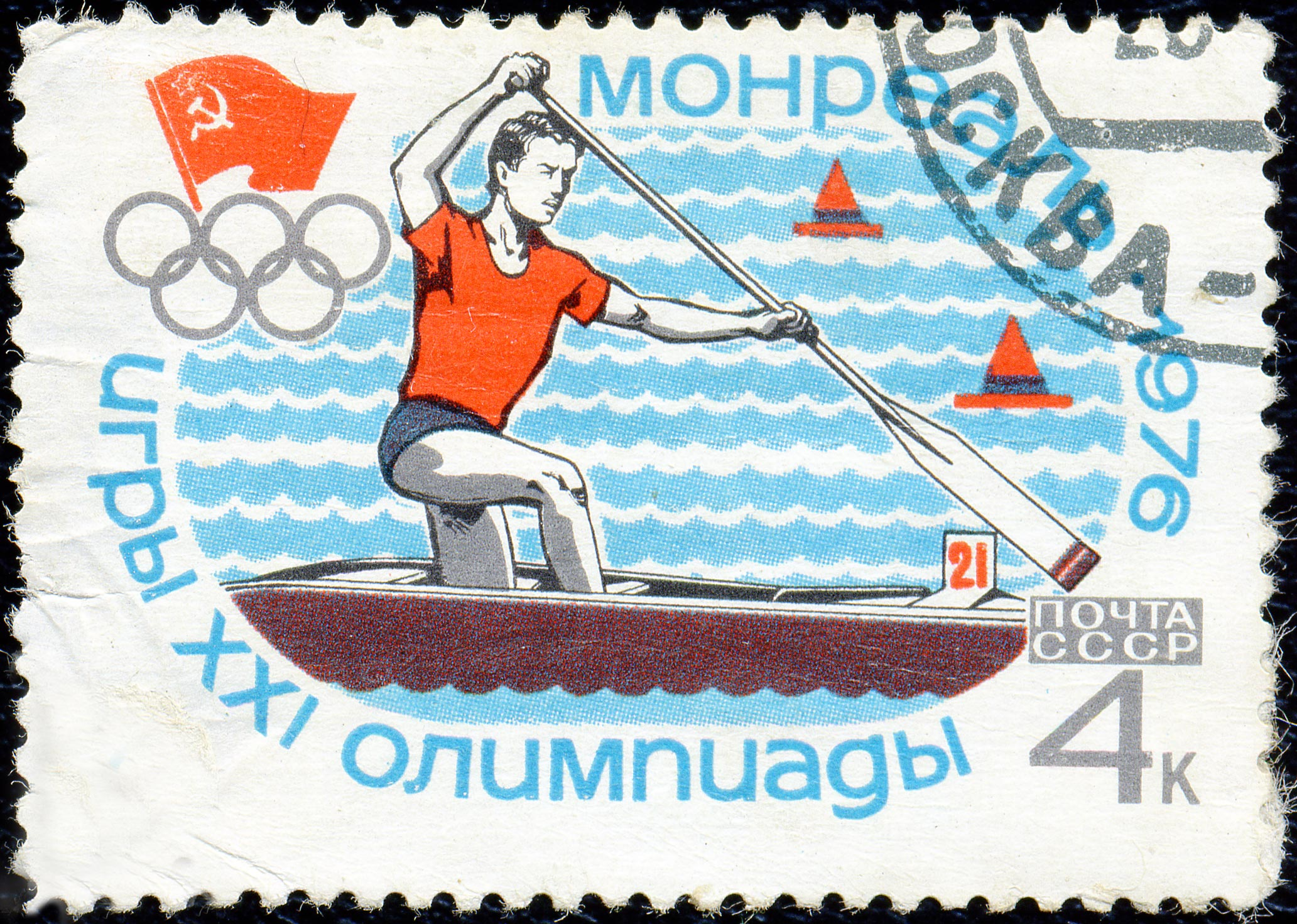

### Баскетбол

#### Женщины
| Команда      | И | В | П | МЗ  | МП  | МР   | О  |
| ------------ | - | - | - | --- | --- | ---- | -- |
| СССР         | 5 | 5 | 0 | 504 | 346 | +158 | 10 |
| США          | 5 | 3 | 2 | 415 | 417 | -2   | 8  |
| Болгария     | 5 | 3 | 2 | 365 | 377 | -12  | 8  |
| Чехословакия | 5 | 2 | 3 | 351 | 359 | -8   | 7  |
| Япония       | 5 | 2 | 3 | 405 | 400 | +5   | 7  |
| Канада       | 5 | 0 | 5 | 336 | 477 | -41  | 5  |

### Греко-римская борьба
Центр «Мезоннёв», 20—24 июля.

### Гребля на байдарках и каноэ
Спортсменов — 15 (12 мужчин, 3 женщины)
За межолимпийское четырёхлетие в гребле на байдарках и каноэ произошло немало изменений. Олимпийская программа увеличилась с 7 до 11 номеров благодаря включению дистанции 500 м для мужчин — байдарочников и каноистов. Сменилось поколение ведущих гребцов. Так, в советской команде из 15 гребцов 13 были дебютантами Олимпийских игр.
Готовили сборную команду СССР к олимпийским стартам олимпийская чемпионка, кандидат педагогических наук А. А. Середина и заслуженные тренеры СССР И. И. Писарев и В. Ф. Каверин.

#### Мужчины
| Спортсмен(ы)                                                   | Категория                 | Предварительный этап | Предварительный этап | Утешительный этап | Утешительный этап | Полуфинал | Полуфинал | Финал   | Финал |
| Спортсмен(ы)                                                   | Категория                 | Время                | Место                | Время             | Место             | Время     | Место     | Время   | Место |
| -------------------------------------------------------------- | ------------------------- | -------------------- | -------------------- | ----------------- | ----------------- | --------- | --------- | ------- | ----- |
| Сергей Лизунов                                                 | Байдарки-одиночки, 500 м  | 1.54,14              | 2 Q                  |                   |                   | 1.52,38   | 1 Q       | 1.49,21 | 6     |
| Александр Шапаренко                                            | Байдарки-одиночки, 1000 м | 3.54,32              | 1 Q                  |                   |                   | 3.45,30   | 2 Q       | 3.51,45 | 5     |
| Сергей Нагорный Владимир Романовский                           | Байдарки-двойки, 500 м    | 1.40,23              | 2 Q                  |                   |                   | 1.38,65   | 1 Q       | 1.36,81 |       |
| Сергей Нагорный Владимир Романовский                           | Байдарки-двойки, 1000 м   | 3.31,11              | 2 Q                  |                   |                   | 3.27,23   | 2 Q       | 3.29,01 |       |
| Сергей Чухрай Александр Дегтярёв Юрий Филатов Владимир Морозов | Байдарки-четвёрки, 1000 м | 3.08,77              | 2 Q                  |                   |                   | 3.13,52   | 1 Q       | 3.08,69 |       |
| Александр Рогов                                                | Каноэ-одиночки, 500 м     | 2.12,77              | 5                    | 2.04,70           | 2 Q               | 2.06,83   | 1 Q       | 1.59,23 |       |
| Василий Юрченко                                                | Каноэ-одиночки, 1000 м    | 4.20,44              | 1 Q                  |                   |                   | 4.12,00   | 1 Q       | 4.12,57 |       |
| Сергей Петренко Александр Виноградов                           | Каноэ-двойки, 500 м       | 1.58,22              | 1 Q                  |                   |                   | 1.49,29   | 1 Q       | 1.45,81 |       |
| Сергей Петренко Александр Виноградов                           | Каноэ-двойки, 1000 м      | 3.47,62              | 1 Q                  |                   |                   | 3.57,32   | 1 Q       | 3.52,76 |       |

#### Женщины
| Спортсмен(ы)             | Категория                | Предварительный этап | Предварительный этап | Утешительный этап | Утешительный этап | Полуфинал | Полуфинал | Финал   | Финал |
| Спортсмен(ы)             | Категория                | Время                | Место                | Время             | Место             | Время     | Место     | Время   | Место |
| ------------------------ | ------------------------ | -------------------- | -------------------- | ----------------- | ----------------- | --------- | --------- | ------- | ----- |
| Татьяна Коршунова        | Байдарки-одиночки, 500 м | 2.11,58              | 1 Q                  |                   |                   | 2.07,90   | 1 Q       | 2.03,07 |       |
| Нина Гопова Галина Крефт | Байдарки-двойки, 500 м   | 1.57,49              | 1 Q                  |                   |                   | 1.54,70   | 1 Q       | 1.51,15 |       |

6 золотых и 3 серебряные медали, 60 очков — таков вклад байдарочников и каноистов в общекомандную победу сборной СССР.

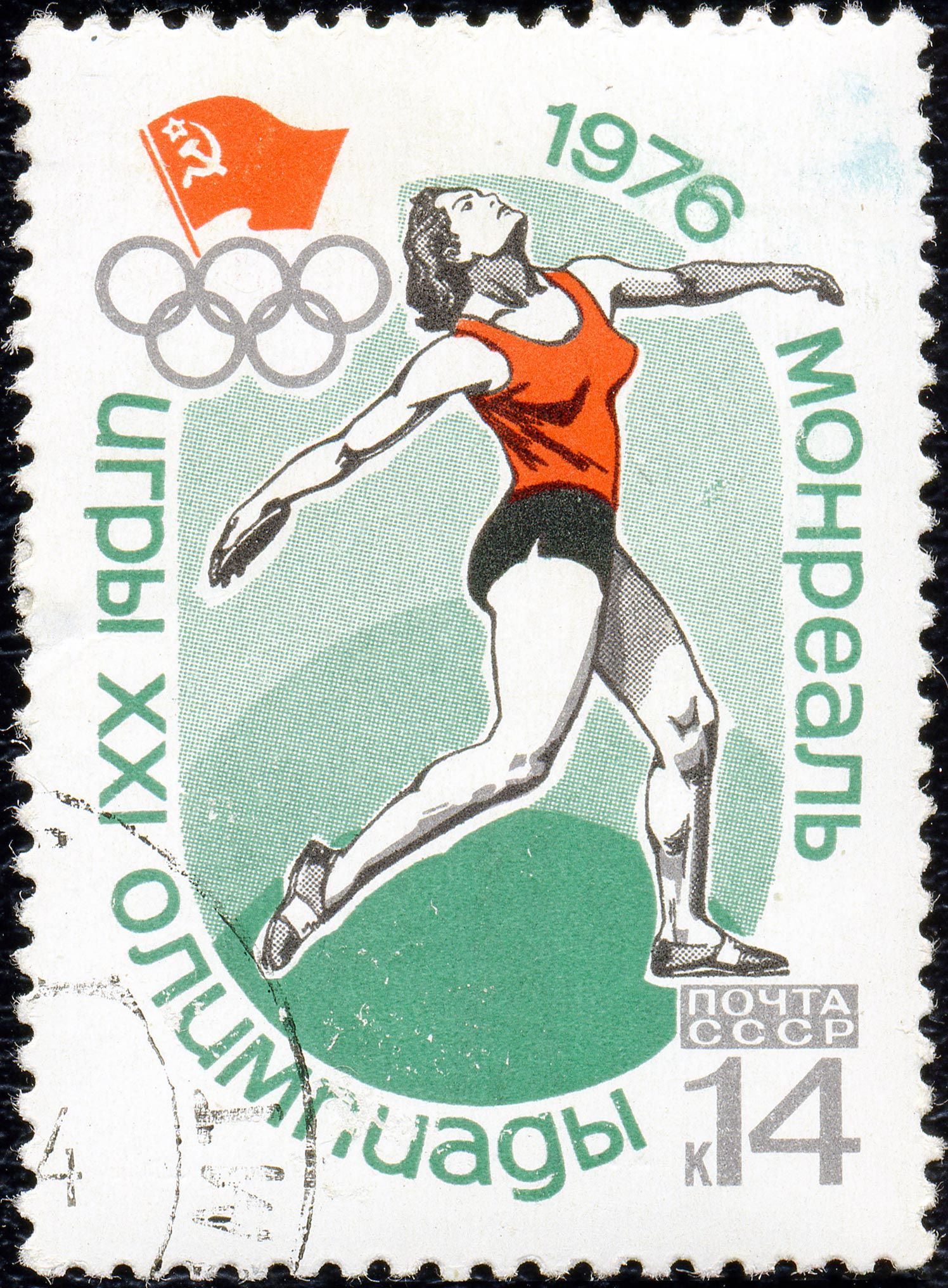

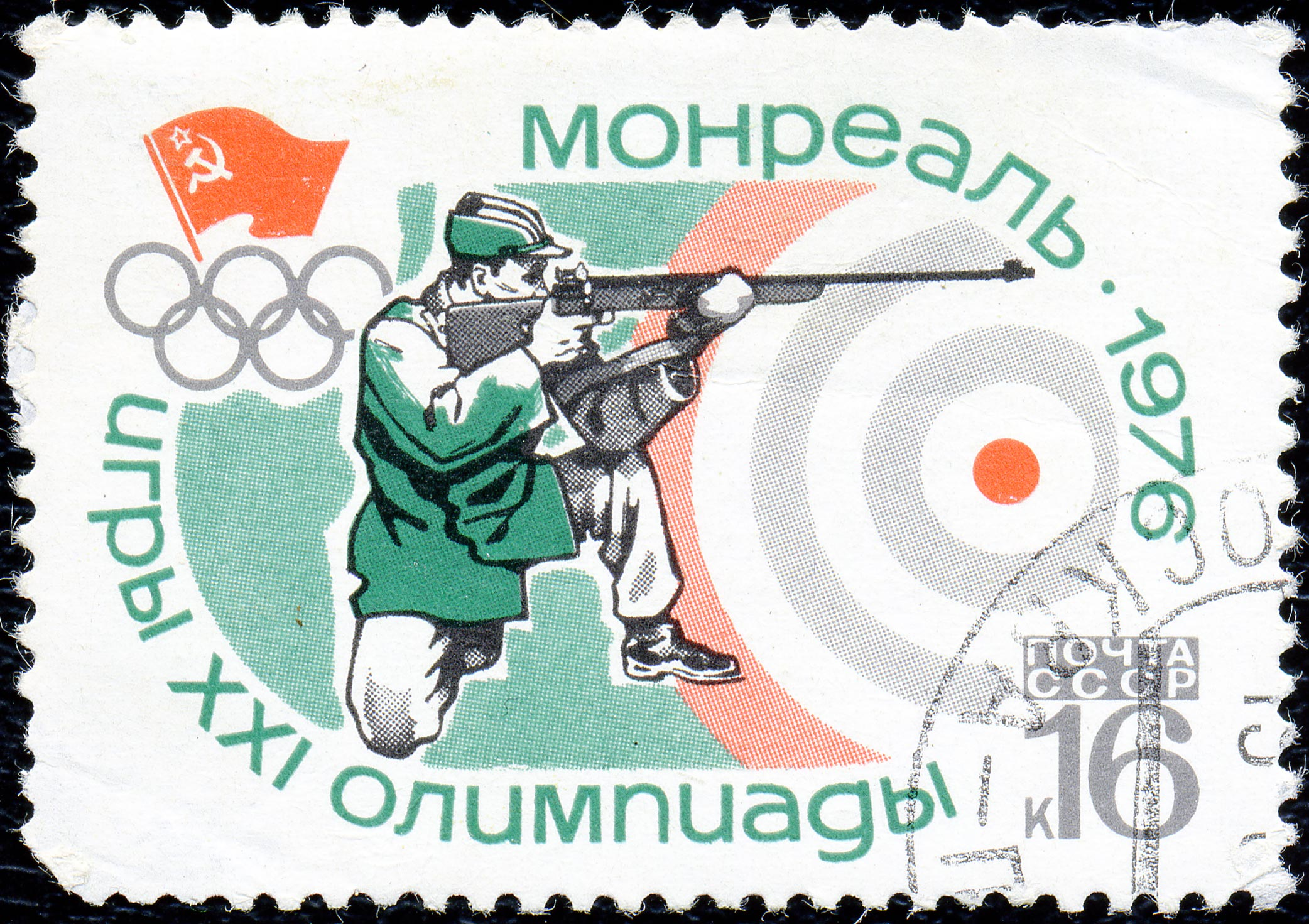

### Парусный спорт
470
| Спортсмены                       | 1     | 1    | 2     | 2    | 3     | 3    | 4     | 4    | 5     | 5    | 6     | 6    | 7     | 7    | Всего очков | Место |
| Спортсмены                       | Место | Очки | Место | Очки | Место | Очки | Место | Очки | Место | Очки | Место | Очки | Место | Очки | Всего очков | Место |
| -------------------------------- | ----- | ---- | ----- | ---- | ----- | ---- | ----- | ---- | ----- | ---- | ----- | ---- | ----- | ---- | ----------- | ----- |
| Виктор Потапов Александр Потапов | 2     | 3.0  | 2     | 3.0  | 15    | 21.0 | 10    | 16.0 | 4     | 8.0  | 4     | 8.0  | 13    | 19.0 | 57.0        | 4     |

Летучий голландец
| Спортсмены                        | 1     | 1    | 2     | 2    | 3     | 3    | 4     | 4    | 5     | 5    | 6     | 6    | 7     | 7    | Всего очков | Место |
| Спортсмены                        | Место | Очки | Место | Очки | Место | Очки | Место | Очки | Место | Очки | Место | Очки | Место | Очки | Всего очков | Место |
| --------------------------------- | ----- | ---- | ----- | ---- | ----- | ---- | ----- | ---- | ----- | ---- | ----- | ---- | ----- | ---- | ----------- | ----- |
| Владимир Леонтьев Валерий Зубанов | 3     | 5.7  | 11    | 17.0 | 6     | 11.7 | 5     | 10.0 | 9     | 15.0 | 11    | 17.0 | 1     | 0.0  | 59.4        | 5     |

Солинг
| Спортсмены                                         | 1     | 1    | 2     | 2    | 3     | 3    | 4     | 4    | 5     | 5    | 6     | 6    | 7     | 7    | Всего очков | Место |
| Спортсмены                                         | Место | Очки | Место | Очки | Место | Очки | Место | Очки | Место | Очки | Место | Очки | Место | Очки | Всего очков | Место |
| -------------------------------------------------- | ----- | ---- | ----- | ---- | ----- | ---- | ----- | ---- | ----- | ---- | ----- | ---- | ----- | ---- | ----------- | ----- |
| Борис Будников Валентин Замотайкин Николай Поляков | 4     | 8.0  | 1     | 0.0  | 12    | 1.0  | DSQ   | 33.0 | 3     | 5.7  | 8     | 14.0 | 2     | 3.0  | 48.7        | 4     |

Темпест
| Спортсмены                         | 1     | 1    | 2     | 2    | 3     | 3    | 4     | 4    | 5     | 5    | 6     | 6    | 7     | 7    | Всего очков | Место |
| Спортсмены                         | Место | Очки | Место | Очки | Место | Очки | Место | Очки | Место | Очки | Место | Очки | Место | Очки | Всего очков | Место |
| ---------------------------------- | ----- | ---- | ----- | ---- | ----- | ---- | ----- | ---- | ----- | ---- | ----- | ---- | ----- | ---- | ----------- | ----- |
| Валентин Манкин Владислав Акименко | 1     | 0.0  | 4     | 8.0  | 4     | 8.0  | 3     | 5.7  | 2     | 3.0  | 3     | 5.7  | 5     | 10.0 | 30.4        |       |

Торнадо
| Спортсмены                        | 1     | 1    | 2     | 2    | 3     | 3    | 4     | 4    | 5     | 5    | 6     | 6    | 7     | 7    | Всего очков | Место |
| Спортсмены                        | Место | Очки | Место | Очки | Место | Очки | Место | Очки | Место | Очки | Место | Очки | Место | Очки | Всего очков | Место |
| --------------------------------- | ----- | ---- | ----- | ---- | ----- | ---- | ----- | ---- | ----- | ---- | ----- | ---- | ----- | ---- | ----------- | ----- |
| Владимир Васильев Вячеслав Тинеев | 11    | 17.0 | 12    | 18.0 | 8     | 14.0 | 13    | 19.0 | 10    | 16.0 | 13    | 19.0 | 7     | 13.0 | 97.0        | 12    |

Финн
| Спортсмен      | 1     | 1    | 2     | 2    | 3     | 3    | 4     | 4    | 5     | 5    | 6     | 6    | 7     | 7    | Всего очков | Место |
| Спортсмен      | Место | Очки | Место | Очки | Место | Очки | Место | Очки | Место | Очки | Место | Очки | Место | Очки | Всего очков | Место |
| -------------- | ----- | ---- | ----- | ---- | ----- | ---- | ----- | ---- | ----- | ---- | ----- | ---- | ----- | ---- | ----------- | ----- |
| Андрей Балашов | 4     | 8.0  | 4     | 8.0  | 22    | 28.0 | 1     | 0.0  | 3     | 5.7  | 4     | 8.0  | 5     | 10.0 | 39.7        |       |

### Прыжки в воду

#### Женщины
| Соревнование     | Спортсмены         | Квалификация | Квалификация | Финал     | Финал |
| Соревнование     | Спортсмены         | Результат    | Место        | Результат | Место |
| ---------------- | ------------------ | ------------ | ------------ | --------- | ----- |
| Вышка, 10 метров | Елена Вайцеховская | 370,05       | 6 (Q)        | 406,59    | 1     |

### Тяжёлая атлетика
Турнир тяжелоатлетов проводился в специально переоборудованном Ледовом дворце «Сен-Мишель арена», 18—22 и 24—27 июля.
Спортсменов — 9
Главный тренер сборной — И. С. Кудюков
| Спортсмен          | Категория    | Масса, кг |   | Рывок | Рывок | Рывок | Рывок | Рывок |       | Толчок | Толчок | Толчок | Толчок | Толчок | Всего | Место |
| Спортсмен          | Категория    | Масса, кг | М | 1     | 2     | 3     | Доп.  | М     | 1     | 2      | 3      | Доп.   |        |        | Всего | Место |
| ------------------ | ------------ | --------- | - | ----- | ----- | ----- | ----- | ----- | ----- | ------ | ------ | ------ | ------ | ------ | ----- | ----- |
| Александр Воронин  | До 52 кг     | 51,85     |   | 3     | 100,0 | 105,0 | 107,5 | —     |       | 1      | 130,0  | 135,0  | 137,5  | 141,0  | 242,5 |       |
| Николай Колесников | До 60 кг     | 59,25     | 1 | 120,0 | 125,0 | 125,0 | —     | 1     | 155,0 | 160,0  | —      | 161,5  | 285,0  |        |       |       |
| Пётр Король        | До 67,5 кг   | 67,1      | 1 | 130,0 | 135,0 | 135,0 | —     | 1     | 170,0 | 170,0  | 175,0  | —      | 305,0  |        |       |       |
| Вартан Милитосян   | До 75 кг     | 74,7      | 3 | 145,0 | 145,0 | 150,0 | —     | 2     | 185,0 | 185,0  | 192,5  | —      | 330,0  |        |       |       |
| Валерий Шарий      | До 82,5 кг   | 81,7      | 1 | 157,5 | 162,5 | 162,5 | —     | 1     | 192,5 | 197,5  | 202,5  | —      | 365,0  |        |       |       |
| Давид Ригерт       | До 90 кг     | 89,35     | 1 | 165,0 | 165,0 | 170,0 | —     | 1     | 202,5 | 212,5  | 212,5  | 221,5  | 382,5  |        |       |       |
| Сергей Полторацкий | До 90 кг     | 89,60     | — | 162,5 | 162,5 | 162,5 | —     | —     | —     | —      | —      | —      | —      | —      |       |       |
| Юрий Зайцев        | До 110 кг    | 107,95    | 4 | 165,0 | 170,0 | 170,0 | —     | 1     | 215,0 | 215,0  | 220,0  | —      | 385,0  |        |       |       |
| Василий Алексеев   | Свыше 110 кг | 156,80    | 1 | 175,0 | 180,0 | 185,0 | —     | 1     | 230,0 | 255,0  | —      | —      | 440,0  |        |       |       |

Таким образом, советские тяжелоатлеты, завоевали в общей сложности 7 золотых и 1 серебряную медаль. Это самый высокий показатель за всю историю выступлений советских тяжелоатлетов на олимпийском помосте.

### Фехтование
На олимпиаде в Монреале советские фехтовальщики получили 3 высокие награды и заработали 47 очков.

Великолепно выступили саблисты. В этом соревновании советские спортсмены заняли весь пьедестал почёта: Виктор Кровопусков оказался на высшей ступеньке, Владимир Назлымов занял 2-е место, и Виктор Сидяк — 3-е.

Виктор Кровопусков — лучший фехтовальщик Олимпиады. Лишь в четырёх боях из 37 он уступил победу сопернику. Вице-чемпион Владимир Назлымов имел 26 побед в 32 боях, бронзовый призёр личных состязаний Виктор Сидяк проиграл лишь шесть поединков из 36.
Успех саблистов развили рапиристки. Елена Белова, Валентина Никонова, Наиля Гилязова, Валентина Сидорова и Ольга Князева стали олимпийскими чемпионками в командном первенстве.

Среди 57 мужчин-рапиристов трое советских спортсмена фехтовали в полуфинале, но в шестёрку пробились лишь двое — Александр Романьков, который завоевал серебряную медаль, и Василий Станкович (4-е место).

В командном турнире советские рапиристы заняли 4-е место, пропустив вперёд сборные ФРГ, Италии и Франции.

### Хоккей на траве
В данном виде спорта СССР не был представлен на летних Олимпийских играх в 1976 году.